# René Desmaison
René Desmaison (Bourdeilles, Dordogne, 14 de abril de 1930 – Marsella, 28 de septiembre de 2007) fue un veterano alpinista y montañero francés.
Desmaison ascendió más de 1,000 picos desde la década de los 50. Hizo su primer ascenso de los 114 picos que no fueron ascendidos anteriormente a través de los Andes, Alpes y los Himalayas en sus cuarenta años de carrera. También se le atribuye la creación de varias nuevas rutas invernales en los Alpes.